# مارگای
مارگای (نام علمی: Leopardus wiedii) نام یک گونه از سرده پلنگچه‌ها است.
مارگای تقریبا تمام زندگی خود را در بالای درخت بسر میبرند. مهارت خارق العاده بالا رفتن در میان سایر خانواده ی گربه سانان دارند . 
متاسفانه نسل این گونه زیبای گربه سان بدلیل بیماری ها  در حال انقراض بوده و بدلیل زندگی در لابلای درختان کم مشاهده شده و اطلاعات زیادی در دست نیست.